# Рахицериды
Рахицериды (лат. Rachiceridae) — семейство двукрылых насекомых подотряда короткоусых.

## Описание
Флагеллум усика состоит из 20—35 члеников, которые зазубрены или с выростами, отчего усики выглядят гребенчатыми. Y-образный шов на груди отсутствует. Глаза по переднему краю с выемкой на уровне основания усиков или чуть выше. Позади дистальной ячейки крылий имеется замкнутая ячейка m3.

## Систематика
В составе семейства:
- Gymnorachicerus Frey
- Lophyrophorus Meunier, 1902
- Paleorachicerus Nagatomi
- Rachicerus Walker